# Minas
Minas es la capital y ciudad más poblada del departamento de Lavalleja, Uruguay. Es la décima ciudad más poblada del país y el lugar de nacimiento del libertador Juan Antonio Lavalleja. La ciudad destaca a nivel nacional por sus alrededores turísticos, sus famosos festivales, su cultura gastronómica, así como por sus destacadas industrias de cemento y agua embotellada.

## Geografía
La ciudad se encuentra situada en la zona sur del departamento de Lavalleja, junto al arroyo San Francisco —afluente del río Santa Lucía—, rodeada por los cerros del Verdún y Cerro Artigas entre las Sierras de Minas y las Sierras de Carapé —ambos sistemas ramales de la cuchilla Grande—, y junto a la ruta nacional 8, en su intersección con la ruta 12.

## Clima
La ciudad de Minas posee un clima subtropical húmedo (Cfa según la Clasificación climática de Köppen), con parámetros propios del clima oceánico (Cfb), cuyas precipitaciones se encuentran repartidas a lo largo del año de manera homogénea. El mes más cálido es enero, cuyo promedio de temperaturas ronda en los 28 °C, mientras que el mes más frío es junio, cuyo promedio de temperaturas ronda en los 6 °C.

## Historia
La población fue fundada en 1783 como 'Villa de la Concepción de las Minas', cuando un número de familias (152 colonos) de las regiones españolas de Asturias y Galicia se establecieron en el área luego del frustrado intento de poblar la Patagonia.
El ministro real de Hacienda de Maldonado, Rafael Pérez del Puerto nacido en la localidad española de Aspe (Alicante), fue comisionado por el virrey Juan José de Vértiz y Salcedo para designar el sitio para la villa. En marzo de 1783 Pérez del Puerto delineó el lugar.
En esta aldea nacieron los hermanos Juan Antonio Lavalleja (1784-1853, el líder de los Treinta y Tres Orientales y más tarde presidente de Uruguay), y Manuel Lavalleja (1797-1852, capitán de Artigas y uno de los Treinta y Tres Orientales).
En 1805 fue erigida la Parroquia de Nuestra Señora Inmaculada Concepción, siendo su primer párroco Juan Ximénez y Ortega.
Luego de la Revolución de Mayo, el 24 de abril de 1811 la villa fue liberada del dominio realista por las fuerzas de Manuel Francisco Artigas.
En 1837 fue creado el Departamento de Minas, llamado desde 1927 Departamento de Lavalleja en honor a Juan Antonio Lavalleja.

## Población
Según el censo de 2011, la ciudad contaba con una población de 38 446 habitantes, de los cuales 20 289 eran hombres y 23 157 mujeres. Su población representa el 65% de la población total del departamento de Lavalleja y el 73% de la población urbana de este.
Junto a la ciudad de Minas, se ubican tres pequeñas poblaciones relacionadas con la ciudad, que son consideradas por el INE como localidades censales independientes: Barrio La Coronilla (301 hab.), Blanes Viale (104 hab.) y San Francisco de las Sierras (58 hab.), por lo que la población de la zona asciende a aproximadamente 40.000 habitantes.
| 13 345        | 31 256 | 35 225 | 34 658 | 37 146 | 37 925 | 38 816 |
| (Fuente: INE) |        |        |        |        |        |        |

### Minuanos destacados
- Deportes: Sebastián Abreu, Gabriel Cedrés, Eduardo de la Peña, Gustavo Trelles, Sebastián Britos, Jorge Villar.

- Artistas: Juan José Morosoli, Santos Inzaurralde, Milton Fornaro, Olegaria Machado Amor, Maximiliano Rodríguez Vecino, Claudio Taddei, Rubén Loza Aguerrebere, Guillermo Cuadri, Carlos Paravís.
- Políticos: Adriana Peña, Eugenio Gómez, Jorge Zabalza, Juan Antonio Lavalleja.

## Turismo

### Principales sitios y eventos

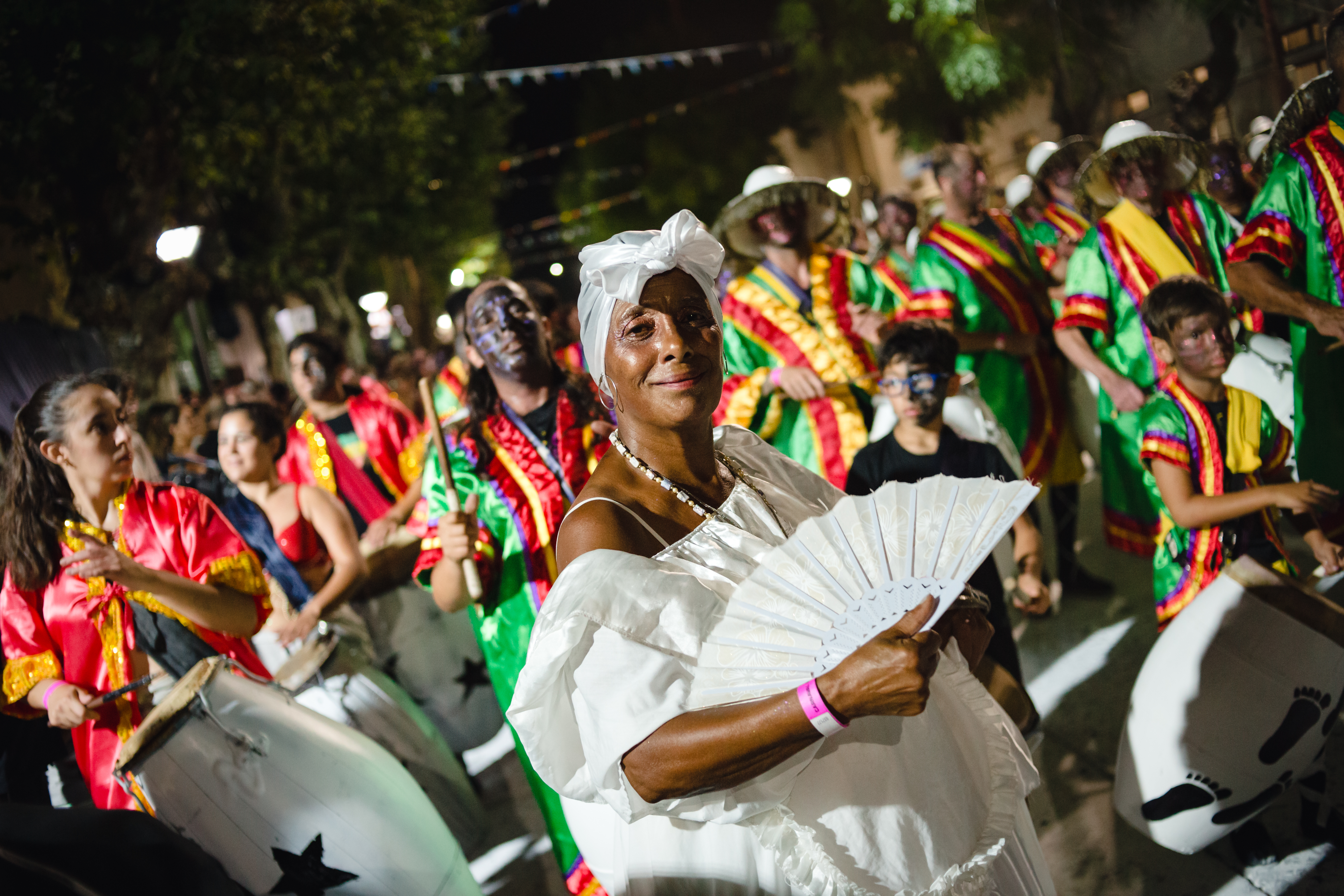
Desfile de Carnaval de 2025

- Parque Salus, donde está ubicada la embotelladora de Agua Salus y la Fuente del Puma.
- Parque Rodó escenario principal de los festivales Minas y Abril y Semana de Lavalleja.
- Área natural del Cerro Arequita, Cerro de los Cuervos y el Balneario y Camping Santa Lucía.
- Parque y Cerro Artigas escenario de la Noche de los Fogones.
- Parque de Vacaciones de UTE-Antel, con el mayor hotel cuenta con mirador y otros atractivos.
- Cerro del Verdún donde se emplaza el santuario homónimo y se recibe una peregrinación los 19 de abril.
- Sierras de Minas, donde se ubican el  Salto del Penitente y Villa Serrana.

### Festivales

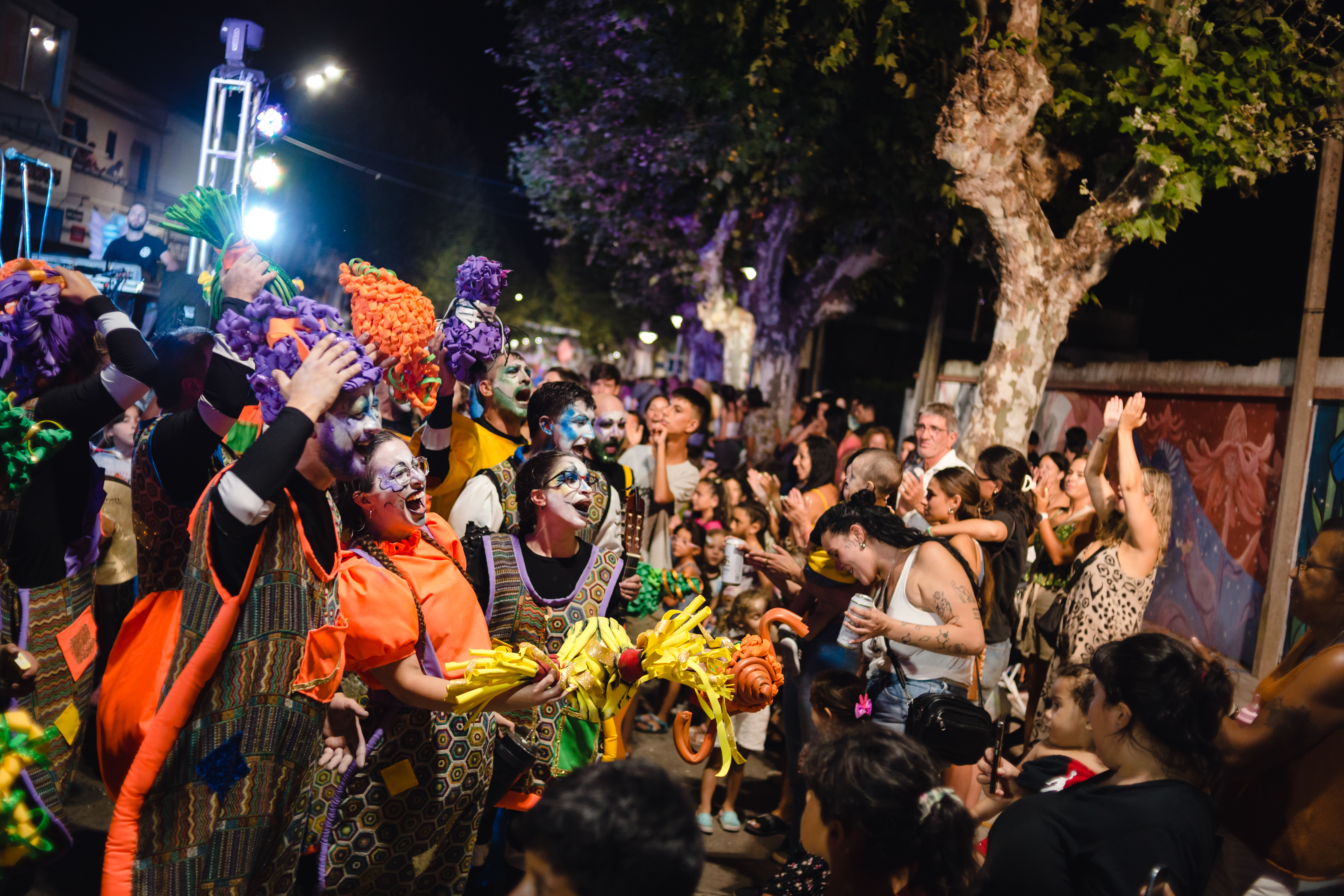
Desfile de Carnaval de 2025

El mes de abril se realiza el segundo festival popular más grande del país denominado Festival Minas y Abril, donde se dan cita los músicos y artistas más tradicionales y representativos de Uruguay.
En el mes de octubre, toma lugar el festival Semana de Lavalleja en todo el departamento, con asistencias del orden de las 180.000 personas. En Minas se dan cita renombrados artistas nacionales e internacionales: donde se reciben artistas como Lucas Sugo, Alejandro Lerner, Axel, Agustín Casanova, Los Nocheros, Vicentico, Chacho Ramos, Matias Valdez entre otros. El cierre del evento anualmente se celebra en el Cerro Artigas, bajo la segunda estatua ecuestre más grande del mundo, en la llamada Noche de los Fogones, con el tradicional canto A don José a medianoche y show de fuegos artificiales. La primera concurrencia a este evento, en 1978 atrajo 20.000 personas. y continúa siendo la noche clave de la cultura de la ciudad.